# شهرستان کوکس
شهرستان کوکِس (آلبانیایی: Qarku i Kukësit) یکی از ۱۲ شهرستان کشور آلبانی است که بر اساس سرشماری سال ۲۰۱۱ میلادی، ۸۵٬۲۹ تن جمعیت داشته و مساحت آن ۲۳۷۴ کیلومترمربع بوده‌است. اکثر جمعیت این شهرستان با ۸۳٬۸۱ درصد، مسلمان هستند و قومیت اکثر آن‌ها نیز آلبانیایی است. شهر کوکس مرکز این شهرستان است.

## جغرافیا
شهرستان کوکس از شهرستان‌های مرزی آلبانی محسوب می‌شود و در شمال‌شرق این کشور قرار دارد، از همین‌روی از نظر بین‌المللی از سمت شرق با کوزوو هم‌مرز است و از سوی شمال با مونته‌نگرو مرز مشترک دارد و در جنوب شرق نیز با کشور جمهوری مقدونیه هم‌مرز است. در داخل کشور نیز با شهرستان دیبر (جنوب)، شهرستان لژه (جنوب‌غرب) و شهرستان شکودر (غرب) هم‌مرز است.
از نظر طبیعی نیز، این شهرستان در منطقه‌ای کوهستانی واقع شده‌است و کوه‌های کورابگبیرگه و شار در جنوب‌شرقی، کوه‌های میردیتا در جنوب‌غربی، کوه‌های هاس در شمال‌شرقی و کوه‌های آلپ آلبانی در شمال‌غرب آن قرار دارند. رودخانهٔ درین نیز از این شهرستان گذر می‌کند.

## تقسیمات اداری
تا سال ۲۰۰۰ میلادی، شهرستان کوکس به ۳ ناحیه تقسیم می‌شد: ناحیه هاس، ناحیه کوکس و ناحیه تروپویه. از سال ۲۰۱۵ میلادی، پس از اصلاحات دولت در زمینهٔ تقسیمات اداری، این شهرستان شامل ۳ شهرداری شد: هاس، کوکس و تروپویه. شهرستان کوکس پیش از سال ۲۰۱۵ میلادی، دارای ۲۷ شهرداری به‌شرح زیر بود:
- آرن
- بایرام کوری
- بیکای
- بویان
- بوشتریکه
- بوتوچ
- فایزه
- فیرزه
- گینای
- گولای
- گریکه-چایه
- کالیس
- کولش
- کرومه
- کوکس
- لکبیبای
- لوگای
- مالزی
- مارگگای
- شیشتاوک
- شتیکن
- سوروی
- ترتهره
- توپویان
- تروپویه
- اویمیشت
- زاپود

شهرداری‌های ذکرشده، مجموعاً دارای حدود ۱۹۰ شهرک و روستا هستند.

## ترکیب جمعیتی
براساس آخرین سرشماری ملی آلبانی در سال ۲۰۱۱ میلادی، این شهرستان ۸۵٬۲۹۲ نفر جمعیت داشت و تراکم جمعیت آ» ۳۶/کیلومتر مربع (۹۳/پا) بوده‌است. مجموعاً ۸۳٬۸۱ درصد از جمعیت این شهر مسلمان، ۲٬۶۲ درصد پیرو کلیسای کاتولیک، ۰٬۰۳ درصد پیرو کلیسای ارتدوکس آلبانی و کلیسای پروتستان و ۰٬۰۴ درصد نیز پیرو دیگر کلیساهای مسیحی هستند. ۲٬۴۶ درصد مؤمنان بدون دین و ۰٬۳۳ درصد خداناباور هستند. ۸٬۱۹ درصد نیز عقیده‌شان را ابراز نکردند.

## سیاست
شهرستان کوکس دارای ۴ کرسی از ۱۴۰ کرسی پارلمان آلبانی است که برای دوره‌ای ۴ ساله انتخاب می‌شوند.